# Проссельсхайм
Проссельсхайм (нем. Prosselsheim) — община в Германии, в земле Бавария. 
Подчиняется административному округу Нижняя Франкония. Входит в состав района Вюрцбург. Подчиняется управлению Эстенфельд.  Население составляет 1188 человек (на 31 декабря 2010 года). Занимает площадь 20,03 км².

## Население
По оценке на 31 декабря 2015 года население общины Проссельсхайм составляет 1182 чел. 

| Дата      | 1840 | 1871 | 1900 | 1925 | 1939 | 1950 | 1961 | 1970 | 1987 | 2011 |
| --------- | ---- | ---- | ---- | ---- | ---- | ---- | ---- | ---- | ---- | ---- |
| Население | 717  | 809  | 900  | 954  | 962  | 1854 | 1193 | 1130 | 989  | 1177 |

| Год       | 1960 | 1970 | 1980 | 1990 | 2000 | 2009 | 2010 | 2011 | 2012 | 2013 | 2014 | 2015 |
| --------- | ---- | ---- | ---- | ---- | ---- | ---- | ---- | ---- | ---- | ---- | ---- | ---- |
| Население | 1201 | 1136 | 973  | 1076 | 1215 | 1201 | 1188 | 1167 | 1158 | 1181 | 1183 | 1182 |